# Hommage symphonique
Hommage symphonique is een studioalbum van Erik Norlander. Norlander is een aanhanger van de progressieve rock uit de beginjaren '70 met als grote voorbeelden Keith Emerson en Rick Wakeman. Het was dus wachten op een album waarin hij een muzikale reis ondernam naar die jaren. In juli tot september 2006 was het dan zover in Los Angeles, Norlander dook de geluidsstudio in om een aantal "klassiekers" binnen het genre als cover op te nemen. 

## Musici
- Erik Norlander – toetsinstrumenten
- Kelly Keeling – zang
- Gregg Bissonette – slagwerk, percussie
- Don Schiff – stick

Met
- Mark McCryte – gitaar
- Jon Papenbroek – trompet
- Eric Jorgensen – trombone
- Mike Alvarez – cello
- David Schiff – dwarsfluit, saxofoon, klarinet

## Muziek
| Nr. | Titel                                                           | Duur  |
| --- | --------------------------------------------------------------- | ----- |
| 1.  | Conquistador (Procol Harum)                                     | 4:08  |
| 2.  | Sir Lancelot and the Black Knight (Rick Wakeman)                | 7:20  |
| 3.  | Turn of the century (Yes)                                       | 7:08  |
| 4.  | Pirates (Emerson, Lake & Palmer)                                | 13:32 |
| 5.  | Clasp (Jethro Tull)                                             | 4:51  |
| 6.  | Ocean breakup / King of the universe (Electric Light Orchestra) | 7:09  |
| 7.  | Children of the Sanchez Universe (Chuck Mangione)               | 9:24  |
| 8.  | Starless (King Crimson)                                         | 12:04 |

Het album diende als tegenhanger van het album Gemini van mevrouw Norlander Lana Lane, de albums verschenen gelijktijdig.